# Thierry Scherrer
Thierry Marie Scherrer (ur. 22 stycznia 1959 w Wersalu) – francuski duchowny katolicki, w latach 2008–2023 biskup Laval, biskup Perpignan-Elne od 2023.

## Życiorys
Święcenia kapłańskie otrzymał 26 czerwca 1988 i został inkardynowany do archidiecezji Aix. Pracował głównie jako duszpasterz parafialny, był także m.in. wykładowcą seminarium i opiekunem roczników propedeutycznych, a także delegatem ds. duszpasterstwa powołań.
21 maja 2008 papież Benedykt XVI mianował go ordynariuszem diecezji Laval. Sakry biskupiej udzielił mu 6 lipca 2008 abp Pierre d’Ornellas.
11 kwietnia 2023 papież Franciszek przeniósł go na urząd biskupa diecezjalnego Perpignan-Elne.